# Nepytia disputata
Nepytia disputata là một loài bướm đêm trong họ Geometridae.